# Região Geográfica Intermediária de Maringá
A Região Geográfica Intermediária de Maringá é uma das seis regiões intermediárias do estado brasileiro do Paraná e uma das 134 regiões intermediárias do Brasil, criadas pelo Instituto Brasileiro de Geografia e Estatística (IBGE) em 2017. É composta por 115 municípios, distribuídos em sete regiões geográficas imediatas.
Sua população total estimada pelo Instituto Brasileiro de Geografia e Estatística (IBGE) para 1º de julho de 2018 é de 1 867 943 de habitantes, distribuídos em uma área total de 42 890,367 km².
Maringá é o município mais populoso da região intermediária, com 417 010 habitantes, de acordo com estimativas de 2018 do Instituto Brasileiro de Geografia e Estatística (IBGE).

## Regiões geográficas imediatas
| Região geográfica imediata                        | Municípios | População Estimativa 2018 | Área (km²) |
| ------------------------------------------------- | --- | ------------------------- | ---------- |
| Região Geográfica Imediata de Maringá             | Ângulo Astorga Atalaia Doutor Camargo Floraí Floresta Flórida Iguaraçu Itambé Ivatuba Mandaguaçu Mandaguari Marialva Maringá Munhoz de Mello Nova Esperança Ourizona Paiçandu Presidente Castelo Branco Santa Fé São Jorge do Ivaí Sarandi Uniflor                                                 | 772 684                   | 5 000,635  |
| Região Geográfica Imediata de Campo Mourão        | Altamira do Paraná Araruna Barbosa Ferraz Boa Esperança Campina da Lagoa Campo Mourão Corumbataí do Sul Engenheiro Beltrão Farol Fênix Goioerê Iretama Janiópolis Juranda Luiziana Mamborê Moreira Sales Nova Cantu Peabiru Quarto Centenário Quinta do Sol Rancho Alegre d'Oeste Roncador Ubiratã | 313 180                   | 11 614,434 |
| Região Geográfica Imediata de Umuarama            | Alto Paraíso Alto Piquiri Altônia Brasilândia do Sul Cafezal do Sul Cidade Gaúcha Cruzeiro do Oeste Douradina Esperança Nova Francisco Alves Icaraíma Iporã Ivaté Maria Helena Mariluz Nova Olímpia Perobal Pérola São Jorge do Patrocínio Tapira Umuarama Xambrê                                  | 288 222                   | 10 635,543 |
| Região Geográfica Imediata de Paranavaí           | Alto Paraná Amaporã Diamante do Norte Guairaçá Itaúna do Sul Marilena Mirador Nova Aliança do Ivaí Nova Londrina Paraíso do Norte Paranavaí Planaltina do Paraná Santo Antônio do Caiuá São Carlos do Ivaí São João do Caiuá Tamboara Terra Rica                                                   | 202 361                   | 5 918,408  |
| Região Geográfica Imediata de Cianorte            | Cianorte Guaporema Indianópolis Japurá Jussara Rondon São Manoel do Paraná São Tomé Tapejara Terra Boa Tuneiras do Oeste | 163 450                   | 3 991,801  |
| Região Geográfica Imediata de Paranacity-Colorado | Colorado Cruzeiro do Sul Inajá Itaguajé Jardim Olinda Lobato Nossa Senhora das Graças Paranacity Paranapoema Santa Inês Santo Inácio | 67 644                    | 2 572,490  |
| Região Geográfica Imediata de Loanda              | Loanda Porto Rico Querência do Norte Santa Cruz de Monte Castelo Santa Isabel do Ivaí Santa Mônica São Pedro do Paraná | 60 402                    | 3 157,056  |
| Total                                             | 115 | 1 867 943                 | 42 890,367 |